# Pascal-Stanislas Mancini
Pour les articles homonymes, voir Mancini.
Pasquale Stanislao Mancini, comte de Mancini, 8e marquis de Fusignano, né à Castel Baronia le 17 mars 1817 et mort à Naples à la Villa di Capodimonte le 26 décembre 1888, est un jurisconsulte et homme politique italien. Il fait partie des auteurs à l'origine des conceptions subjectivistes de la nation, avec Ernest Renan et Henri Bergson. Il est le promoteur du Code de commerce italien, promulgué le 31 octobre 1882, dont les dispositions sont désormais intégrées au Code civil.

## Biographie

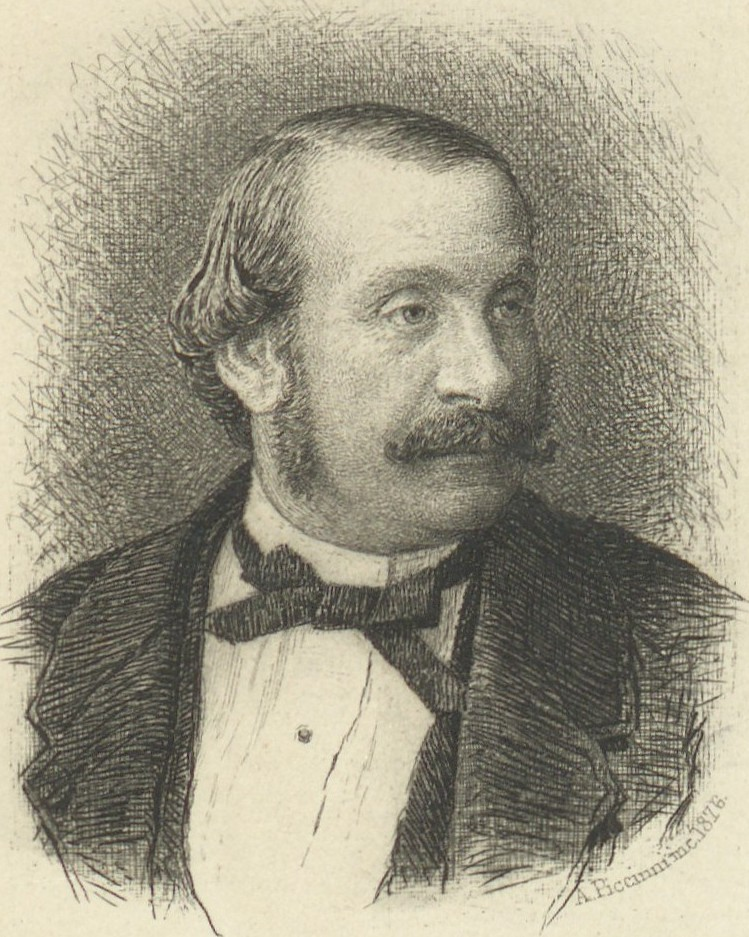
Portrait de Pasquale Stanislao Mancini par Antonio Piccinni en 1876.

Fils du juriste, le comte Francesco Saverio Mancini, 7e marquis de Fusignano et de Maria Grazia Riola, il étudie au séminaire d'Ariano Irpino, puis à l'université de Naples -  Federico II. En 1840, il épouse Laura Beatrice Oliva et a onze enfants, dont Francesco Eugenio, officier des Bersaglieri, Angelo, Grazia, Leonora, Rosa et Flora.
En tant qu'avocat, il a assisté, entre autres, Giuseppe Garibaldi dans l'annulation de son second mariage avec la marquise Giuseppina Raimondi.
Lorsque Ferdinando II lui accorde le statut le 27 janvier 1848, Mancini commence à publier le journal politique Riscatto italiano. À la suite d'un article paru dans le même journal, il a eu une conversation avec le roi qui a influé sur la décision d'envoyer une partie de l'armée en Lombardie pour la première guerre d'indépendance.
Après la dure répression du 15 mai et l'abrogation du statut par le roi, Mancini rédige cette fière protestation (qui sera signée par 54 députés du Parlement napolitain):
" La Chambre des députés réunie dans ses séances préparatoires à Monteoliveto, alors qu'elle était occupée à ses travaux dans l'accomplissement de son mandat sacré, se voit attaquée avec une infamie inouïe par la violence des armes royales et dans les personnes inviolables des représentants auxquels concourt la représentation souveraine de la Nation, proteste à la face de la Nation elle-même, à la face de l'Italie, dont l'œuvre de sa renaissance providentielle doit être perturbée par l'excès infâme, à la face de l'Europe civile, aujourd'hui réveillée à l'esprit de liberté, contre cet acte de despotisme aveugle et incorrigible ; et déclare qu'il ne suspend pas ses séances, à moins d'y être contraint par la force brutale ; mais, loin de renoncer à l'accomplissement de ses devoirs solennels, il ne fait que se dissoudre momentanément pour se réunir à nouveau où et aussitôt qu'il le pourra, afin de prendre les délibérations qu'exigent les droits du peuple, la gravité de la situation et les principes d'humanité et de dignité nationale conciliés. "
Il retourne à Turin et après l'unification de l'Italie, il devient membre du Parlement, auteur d'un important rapport sur l'immunité parlementaire. Il a été plusieurs fois ministre de l'éducation du royaume d'Italie. En tant que ministre de la Grâce et de la Justice, il a été un défenseur de la science statistique et de son utilisation dans la connaissance des données judiciaires.

En tant que ministre des affaires étrangères, il s'est engagé en faveur de l'expansion coloniale italienne en Afrique et a contribué à la ratification du premier traité de la Triple Alliance (1882), dans lequel il a ajouté la postillon connue sous son nom. En 1882, il décline l'offre britannique d'une intervention conjointe en Égypte pour écraser la révolte d'Orabi Pacha.
En tant que juriste, il a œuvré pour l'abolition de la peine de mort, qui a été mise en œuvre dans le code pénal adopté en 1889.
Il a été le premier président de l'Institut de droit international, une fondation internationale qui a reçu le prix Nobel de la paix en 1904 et a contribué à de nombreuses codifications.

## Contribution à la science du droit

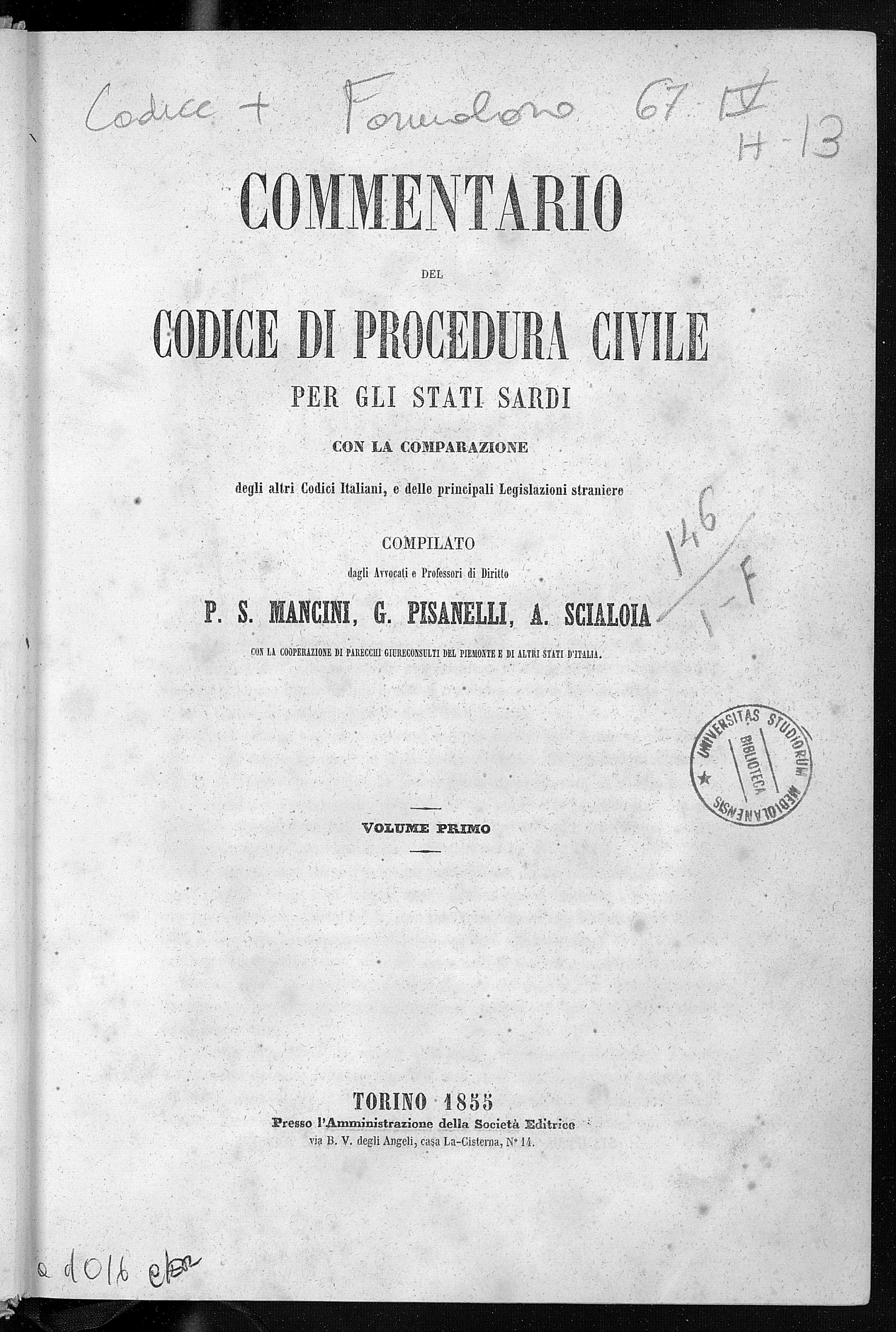
Commentaire sur le code de procédure civile des États sardes, 1855

Outre des contributions fondamentales à la théorie du libéralisme en droit constitutionnel (sur la liberté de la presse), en droit administratif, en droit civil (sur l'abolition de l'emprisonnement pour dette) et en droit ecclésiastique (sur le concordat), il a joué un rôle décisif dans la première élaboration de la discipline du droit international privé italien, dont la ratio consiste - selon lui - dans la recherche de principes sur la base desquels il est possible de décider, facilement, quelle législation doit être appliquée à chaque type de relation juridique.
Les trois critères fondamentaux, indiqués par lui, pour mettre en oeuvre le choix de la législation applicable sont: le critère de la nationalité (visé à la réglementation des relations familiales, de l'état des personnes et des successions), le critère de la liberté (pour la réglementation des cas pour lesquels le législateur n'a pas intérêt à introduire par ses propres lois des limitations à la liberté de l'étranger) et le critère de la souveraineté (soumission de l'étranger aux lois pénales, à l'ordre public et au droit public de l'Etat).

### Le concept de nation
Le 22 janvier 1851, dans le cours d'introduction au cours de droit international de l'Université de Turin, il prononce la conférence académique Della nazionalità come fondamento del diritto delle genti (La nationalité comme fondement du droit des gens), c'est-à-dire le droit international qui régit les relations entre les nations. Pour Mancini, la nation est un sujet nécessaire et originel, qui n'a jamais été créé, n'a jamais eu de début et n'aura jamais de fin ; les nations constituent une dimension naturelle et nécessaire de l'histoire humaine, dont la vitalité historique dépend néanmoins de leur liberté et de leur indépendance. Elle n'a pas été créée sur la base d'un pacte entre hommes (origine contractualiste de la nation). La nation a toujours existé, peut-être même seulement dans la conscience des hommes ; elle est un élément nécessaire, les hommes en ont besoin.
Mancini, cependant, ajoute que, s'il est vrai que la nation vit indépendamment des choix des hommes, il est également vrai qu'une nation - pour vivre en tant qu'entité historiquement vitale et dynamique - a besoin de lois et de gouvernement, elle doit agir en tant que corps politique; ce sont les hommes qui la composent qui lui donnent des lois et des institutions, lui permettant d'avoir un corps politique souverain. La nation existe dans la nature mais comme un corps inerte et inanimé, elle a donc besoin de lois et d'institutions : les lois sont la voix de la nation, les institutions sont ses membres. L'homme ne crée ni ne détruit une nation, mais c'est seulement grâce à son intervention que la nation est dotée de lois et d'institutions, s'établissant ainsi comme un sujet historiquement dynamique. Pour Mancini, la nation n'est pas seulement un agrégat de facteurs naturels et historiques, mais un corps politique avec son propre gouvernement, sa volonté juridique et ses lois. Sans la conquête, à travers l'État, de l'unité et de l'indépendance, la nation risque de rester un corps inanimé, une réalité naturelle et, en tant que telle, inestimable mais dépourvue de vitalité historique.

## Décorations
- Chevalier de l'ordre des Saints-Maurice-et-Lazare
- Commandeur de l'ordre de la Couronne d'Italie

## Œuvres
- (it) Commentario del Codice di procedura civile per gli Stati sardi, Turin, UTET, 1855 (lire en ligne)
- (it) Della nazionalità come fondamento del dritto delle genti, 1851. https://www.omeka.unito.it/omeka/files/original/e20adb831520f41af065de901399dd11.pdf
- (it) Processo per diffamazione contro il giornale Il Fischietto tribunale correzionale di Torino, Genova 1855.
- (it) Per l'abolizione della pena di morte, Turin 1865.
- (it) Diritto internazionale: prelezioni con un saggio sul Machiavelli, Naples 1873.
- (it) Sommi lineamenti di una storia ideale della penalità, Rome 1874.
- (it) Della vocazione del nostro secolo per la riforma e la codificazione del diritto delle genti, e per l'ordinamento di una giustizia internazionale, Rome 1874.
- (it) Enciclopedia giuridica italiana, Milan, 1884–1892.
- (it) Discorsi parlamentari, Rome 1893–1897.
- (it) Impressioni di un viaggio campestre, Naples, 1836 (poésie).
- (it) Articoli per la rivista Le Ore solitarie (Naples, 1838 - 1847).
- (it) Articoli per i giornali L'Indipendente e L'Eco della Libertà (Naples, 1848).
- (it) Incerti voli, 1904 (poèmes de jeunesse, posthume).
- (it) Senza amore, 1904 (poésie, posthume).

## Citation
- « La nation est une société humaine naturelle, fondée sur l'unité de territoire, d'origine, de mœurs et de langue, et sur la communauté de la vie et de la conscience sociale. », 22 janvier 1851, discours d'ouverture de la chaire de droit international de l'Université de Turin[17].

## Source
- (it) Cet article est partiellement ou en totalité issu de l’article de Wikipédia en italien intitulé « Pasquale Stanislao Mancini » (voir la liste des auteurs).